# Aschnarhyparus peregrinus
Aschnarhyparus peregrinus är en skalbaggsart som beskrevs av Hinton 1934. Aschnarhyparus peregrinus ingår i släktet Aschnarhyparus och familjen Aphodiidae. Inga underarter finns listade.